# USA Network
USA Network — американский кабельный телеканал, запущенный в 1977 году и принадлежащий NBCUniversal.
Запущен в 1977 году под названием Madison Square Garden Sports Network, как один из первых национальных спортивных кабельных телеканалов, а 9 апреля 1980 года он был перезапущен под своим нынешним названием. С тех пор USA неуклонно набирал популярность благодаря своим оригинальным программам, ограниченному охвату спортивных событий и давнему партнерству с WWE.
По состоянию на сентябрь 2018 года USA Network коммерчески доступен примерно 90,4 миллионам домохозяйств (98% домохозяйств с платным телевидением) в США.

## История
Являющийся базовым (наряду с TBS, TNT и FX) кабельным каналом, USA Network, начал набирать популярность в середине девяностых благодаря выпуску собственных сериалов, таких как «Шелковые сети» и «Её звали Никита», что к середине двухтысячных привело канал к успеху благодаря таким шоу для широкой аудитории как «Детектив Монк», «Ясновидец», «Чёрная метка», «Белый воротничок» и т. д. Дополнительный успех каналу принесла синдикация таких шоу как «Закон и порядок: Специальный корпус» и «Закон и порядок: Преступное намерение», а также повторы фильмов из библиотеки Universal Studios. Основное направление канала, это съемки сериалов для массового зрителя, без каких-либо сложных сюжетов и сделанные по одному шаблонному формату.
Рестлинг-компания WWE имеет давние отношения с сетью; WWF Prime Time Wrestling транслировался на USA Network с 1985 по 1993 год, его заменило шоу WWE Raw с 1993 по 2000 год и вновь с 2005 года. WWE SmackDown транслировалась с января 2016 года до октября 2019 года, когда шоу перешло на FOX. WWE NXT транслируется на канале с октября 2019 года.